# Джон Герт
Джон Герт (англ. John Hurt; 22 січня 1940, Честерфілд — 25  січня 2017) — англійський актор.

## Життєпис
Джон Герт народився 22 січня 1940 року у містечку Честерфілд, що неподалік від Манчестера. Перше сильне враження від акторської гри мав у віці 8 років, коли побачив у театральній постановці дікенсівського «Олівера Твіста» в ролі Фейгена видатного британського актора Алека Гінесса. Навіть у дорослі роки Гінесс залишався артистичним взірцем для Джона Герта за вміння перевтілюватися до невпізнання у кожній новій ролі. Іншим героєм ще з дитинства для Герта є американський кіноактор Джеймс Кегні, але у нього він навчився та перейняв абсолютно протилежне. Зовнішність Кегні від ролі до ролі залишалася майже незмінною, але він раз у раз створював портрети людей з відмінним внутрішнім світом. Це лише механічне пояснення двох різних підходів до створення образу, але сам Герт хоч і зазнав впливу кожного з них, загалом не визнає будь-яких акторських шкіл та методів.
Після закінчення школи Герт збирався стати художником і навчався по відповідному профілю у Мистецькій школі Грімсбі та Школі мистецтв Сент-Мартін. Але потім, віддавши перевагу іншому своєму дитячому захопленню, обрав акторський фах і закінчив Королівську академію драматичного мистецтва. Його дебют у кіно й театрі відбувся майже одночасно — 1962 року. Протягом всієї кар'єри актор віддає перевагу виступам у кіно та на телебаченні, хоча у 1966—1967 роках з успіхом виступав у рамках Королівської Шекспірівської трупи у відповідному репертуарі.
У перші роки своєї кар'єри актор виконував ролі енергійних, забіякуватих молодиків, проте внутрішньо слабкодухих. Першу помітну роль створив у фільмі режисера Фреда Ціннеманна «Людина на всі часи». Його герой Річард Річ настільки слабкодухий, що скочується до зради, але все ж не викликає зневаги у глядачів.
Вперше міжнародне визнання Герт здобув 1975 року за зворушливу роль невдахи-гомосексуала у телевиставі «Голий служник», за яку отримав нагороду Британської кіноакадемії. Ширша публіка познайомилася з актором завдяки телесеріалу «Я, Клавдій». Пізніше він ще двічі отримував цю найвищу кінонагороду Великої Британії за ролі у фільмах «Опівнічний експрес» та «Людина-слон». За ці два фільми він двічі номінувався на «Оскара», але жодного разу не став лауреатом цієї нагороди.
У стрічці режисера Алана Паркера «Опівнічний експрес» він створив портрет Макса, скандинава, який потрапив до турецької в'язниці й там утікає в наркотичний дурман від жорстокості навколишнього світу. А в фільмі авангардиста Девіда Лінча «Людина-слон» він створив дивовижний портрет Джона Мерріка, людини м'якої й привітної, але зі спотвореною від хвороби головою. Тому оточення або ж з жахом дивляться на каліку, або знущаються з нього.
У стрічці 1984 року режисера Стівена Фрієрса «Стукач» Герту навіть дісталася роль найманого вбивці. Але актор, при всьому його таланті, на такого не скидався. Герт робив спроби (або ж його вмовляли режисери) випробувати свої сили в комедійних ролях — це йому вдавалося більше. Так, він виконав роль Ісуса Христа у комедії Мела Брукса «Всесвітня історія». Але й до останнього він віддавав перевагу ролям меланхолійного характеру.
У 2013 році зіграв у культовому серіалі Доктор Хто, де виконав роль темного втілення головного персонажа.
За свою кар'єру у кіно Джон Герт відзначився різноманітністю смертей зіграних персонажів.
Був одружений чотири рази: з 1962 і до 1964 року його дружиною була акторка Аннетта Робертсон, з 1984 і до 1990 року був одружений також з акторкою Донною Пікок, а того ж 1990 року одружився з асистенткою продюсера одного з його фільмів Джо Долтон, з якою розлучився у 1996 році. У 2005 році одружився з Анвен Різ-Маєрс і був одружений аж до самої смерті.

## Фільмографія
- 1962: «Дикі й спраглі» (The Wild and the Willing)
- 1963: «Це моя вулиця» (This Is My Street)
- 1966: «Людина на всі часи» (A Man for All Seasons)
- 1967: «Моряк з Гібралтару» (The Sailor From Gibraltar)
- 1969: «Перед настанням зими» (Before Winter Comes)
- 1969: «Грішний Дейві» (Sinful Davey)
- 1970: «У пошуках Грегорі» (In Search of Gregory)
- 1971: «Ріллінгтон Плейс, 10» (10 Rillington Place)
- 1971: «Крик пінгвінів» (Cry of the Pinguins)
- 1972: «Строкатий сурмач» (The Pied Piper)
- 1974: «Маленький Малколм» (Little Malcolm)
- 1975: «Зроби для себе щось добре» (Do Yourself Some Good)
- 1975: «Вампір» (The Ghoul)
- 1976: «Русло ріки» (La Linea el fiume) — Іспанія
- 1976: «Я, Клавдій» (I, Claudius) — телефільм
- 1976: «Тінь сумніву» (Shadows of the Doubt)
- 1977: «Зникнення» (The Disappearance) — Канада
- 1977: «На схід від Слонової скелі» (East of Elephant Rock)
- 1978: «Володар перснів» (The Lord of the Rings) — США, лише озвучення
- 1978: «Опівнічний експрес» (Midnight Express)
- 1978: «Крик» (The Shout)
- 1978: «Небезпечні мандри» (Watership Down) — лише озвучення
- 1979: «Чужий» (Alien) — США
- 1980: «Людина-слон» (The Elephant Man)
- 1980: «Ворота раю» (Heaven's Gate) — США
- 1981: «Всесвітня історія, Частина 1» (History of the World — Part I) — США
- 1981: «Нічне перехрестя» (Night Crossing) — Велика Британія-США
- 1982: «Партнери» (Partners) — США
- 1982: «Собаки чуми» (The Plague Dogs) — Велика Британія-США, лише озвучення
- 1983: «Чемпіони» (Champions)
- 1983: «Уїк-енд Остермана» (The Osterman Weekend)
- 1984: «1984»
- 1984: «Стукач» (The Hit)
- 1984: «Спостереження під вулканом» (Observations Under the Volcano)
- 1984: «Успіх є найкращою помстою» (Success Is the Best Revenge)
- 1984: «Люди заходу сонця» (Sunset People)
- 1985: «Після темряви» (After Darkness)
- 1985: «Чорний казан» (The Black Cauldron) — США, лише озвучення
- 1986: «Джейк Спід» (Jake Speed)
- 1986: «Росінанте» (Rocinante)
- 1987: «Арія» (Aria)
- 1987: «Лінія смерті» (Deadline)
- 1987: «Постріл зі стегна» (From the Нір) — США
- 1987: «Космічні яйця» (Spaceball)
- 1987: «Вінсент» (Vincent) — документальний фільм, Австралія, лише озвучення
- 1988: «Ніч Бенгалі» (La Nuit Bengali)*
- 1988: «Маленькі любочки» (Little Sweetheart)
- 1988: «Біле зло» (White Mischief)
- 1989: «Скандал» (Scandal)
- 1990: «Поле» (The Field)
- 1990: «Франкенштейн звільнений» (Frankenstein unbound)
- 1990: «Розслідування в справі терористичного бомбардування» (The Investigation: Inside a Terrorist Bombing)
- 1990: «Мешканець-чужак» (Resident Alien)
- 1990: «Ромео — Джульєтта» (Romeo—Juliet) — Бельгія
- 1990: «Сліди вітру» (Windprints)
- 1991: «Мені снилося, що я проснувся» (І Dream I Woke Up)
- 1991: «Король Ральф» (King Ralph)
- 1992: «Збій пам'яті» (Lapse of Memory)
- 1992: «Темрява опівдні» (Dark at Noon)
- 1993: «Злочин та кара» (Crime and Punishment)
- 1994: «Зрада» (Betrayal)
- 1994: «Навіть ковбойки сумують» (Ewen Cowgirls Get the Blues)
- 1994: «Моноліт» (Monolith)
- 1994: «Другий найкращий» (Second Best)
- 1994: «Дюймовочка» (Thumbelina)
- 1995: «Роб Рой» (Rob Roy)
- 1995: «Дикий Білл» (Wild Bill) — США
- 1996: «Мрець» (Dead Man) — США
- 1997: «Бандит» (Bandyta) — Польща
- 1997: «Кохання та смерть на Лонг-Айленді» (Love and Death on Long Island) —США
- 1997: «Контакт» (Contact) — США
- 1998: «Уповноважений» (The Commissioner)
- 1998: «Усі малі звірятка» (All the Little Animals)
- 1998: «Сходження» (The Climb)
- 1999: «Погані гени» (If... Dog... Rabbit...)
- 2000: «Тигра» (The Tigger Movie) — озвучення
- 2001: «Вибір капітана Кореллі» (Captain Corelli's Mandolin)
- 2001: «Гаррі Поттер і філософський камінь» (Harry Potter and the Sorcerer's Stone)
- 2002: «Злочин і кара» (Crime and Punishment)
- 2003: «Одержимий» (Owning Mahowny)
- 2003: «Догвіль» (Dogville) — озвучення
- 2004: «Щоденники Алана Кларка» (The Alan Clark Diaries)
- 2004: «Хеллбой» (Hellboy)
- 2004: «Левина сімейка» (Pride) — телефільм, озвучення
- 2005: «Валіант: пернатий спецназ» (Valiant) — озвучення
- 2005: «Мандерлей» (Manderlay)
- 2005: «Пропозиція» (The Proposition)
- 2005: «Ключ від усіх дверей» (The Skeleton Key)
- 2005: «Відстрілюючи собак» (Shooting Dogs)
- 2006: «V означає Вендетта» (V for Vendetta)
- 2006: «Парфуми: Історія одного вбивці» (Perfume: The Story of a Murderer)
- 2007: «Убивства в Оксфорді» (The Oxford Murders)
- 2008: «Пригоди Мерліна»
- 2008: «Вікінги» (Outlander)
- 2008: «Індіана Джонс і королівство кришталевого черепа» (Indiana Jones and the Kingdom of the Crystal Skull)
- 2008: «Хеллбой 2: Золота армія» (Hellboy II: The Golden Army)
- 2008: «Урок 21» (Lezione 21)
- 2009: «Межі контролю» (The Limits of Control)
- 2009: «Нью-Йорку, я люблю тебе» (New York, I Love You)
- 2009: «44 дюйми» (44 Inch Chest)
- 2009: «Англієць у Нью-Йорку» (An Englishman in New York)
- 2010: «Юлій Цезар» (Julius Caesar)
- 2010: «Лу» (Lou)
- 2010: «Ультрамарини» (Ultramarines: The Movie)
- 2010—2011: «Гаррі Поттер і Смертельні Реліквії» (Harry Potter and the Deathly Hallows)
- 2011: «Брайтонський льодяник» (Brighton Rock)
- 2011: «Меланхолія» (Melancholia)
- 2013: «Виживуть тільки коханці» (Only Lovers Left Alive)
- 2013: Доктор Хто — Воїн (втілення Доктора), епізоди Ім'я Доктора, Ніч Доктора, День Доктора.
- 2016: «Легенда про Тарзана» (The Legend of Tarzan)